# 名古屋市瑞穂公園ラグビー場
名古屋市瑞穂公園ラグビー場（なごやしみずほこうえんラグビーじょう）は、愛知県名古屋市瑞穂区山下通5-4の名古屋市瑞穂公園にあるフットボール専用の球技場。2015年4月1日から命名権により「パロマ瑞穂ラグビー場」（パロマみずほラグビーじょう）と呼ぶ。
※ 命名権に関する詳細は、名古屋市瑞穂公園#命名権を参照。
施設は名古屋市が所有し、公益財団法人名古屋市教育スポーツ協会が指定管理者として運営管理を行っている。

## 略歴
全国地区対抗大学ラグビーフットボール大会、地元のアマチュア公式戦、第49回国民体育大会（わかしゃち国体、1994年）のラグビー競技などが開催された。
1992年から2001年までは名古屋グランパスエイトが年間数試合を開催（特に1994年第1ステージまでは、隣接する名古屋市瑞穂公園陸上競技場〈現・パロマ瑞穂スタジアム〉の全面改修のため、暫定的に本拠地とした）。また、2007年9月29日に柏レイソル戦を開催した。J1開催については、Jリーグライセンスでは、芝生席を除いた固定座席でJ1リーグ基準15000人以上を必須（A等級基準）としており、現在の実勢収容人員（11,900人）ではJ1基準を充足していない（J2以下の基準については充足している）。
芝生の改修は一度、1990年度に行い、ティフトン419・バミューダグラスと、山砂に土壌改良剤を散布し、さらに暗渠排水（セルシステム）を導入して、常緑化できるようにする予定だったが、1992年に土壌が固結化し、透水性に問題が生じてしまっており、ほとんど芝生が生息されていない状態になっていた。
その中で、1993年のJリーグ第1ステージ（サントリーシリーズ）第3節（同年5月22日）に行われた「名古屋グランパスエイト対横浜マリノス」戦では、豪雨の影響に加え、芝生がいたるところにわたり剥げ上がる状態となっていた。試合は前半32分にエバートンの先制点で横浜Mがリードしたが、後半32分（通算77分）に名古屋・沢入重雄が同点ゴールを奪い、その後サドンデスゴール方式（当時）による15分ハーフの延長戦でも決着が付かず、Jリーグ発足後初めてのPK合戦に勝敗がゆだねられた。しかし、それぞれ最初のキッカーが失敗したのち、2-4人目はいづれも成功。5人目、先攻の名古屋・藤川久孝が決めたのち、横浜M・三浦文丈のキックは、ぬかるんだグラウンドに出来た水たまりにボールが止まり、名古屋のゴールキーパー・伊藤裕二によってはじかれ失敗し、4-3のスコアで名古屋が劇的な勝利を飾った。
この試合をきっかけに、瑞穂ラグビー場の芝生の改良工事を行うことになった。元々から1994年に行われることになっていたわかしゃち国体の開催に備えて、1993年9月-1994年3月の予定で芝生の張替えを予定しており、グランパスの暫定本拠地として使用する当ラグビー場の芝生を、洋芝を撒いたオーバーシードでの張替えを働き掛けたものの、当時の管理者だった名古屋市からの許可が下りなかったため、当初は高麗芝を維持する方針だったが、上記の試合を問題視し、山砂の洗砂に土壌改良したものを上層部に敷き、下層は既存の土と新たに配合した山砂の洗砂をそれぞれ50%ずつの割合で配合・混成し、オーバーシードを施すことになり、まず1993年の夏季にフィールドの中央部分（競技フィールド）、残りの外周部分は1993年のシーズン終了後から1994年にかけて、2度にわたり改良工事を行うことになった

## 開催された主なイベント・大会

### ラグビー

#### 国内大会
- ジャパンラグビートップリーグ
- 全国大学ラグビーフットボール選手権大会
- トヨタヴェルブリッツ・豊田自動織機シャトルズ愛知（ジャパンラグビーリーグワン）主催試合

#### 国際大会
- 1995年：日本代表×トンガ代表
- 2008年11月16日：リポビタンDチャレンジ：日本代表×アメリカ代表
- 2009年6月：ラグビージュニア世界選手権

### サッカー
- 名古屋グランパスエイトのホームゲーム（1993年 - 2001年、2007年）
- 1993年：1993 FIFA U-17世界選手権
- 2022年：第102回天皇杯 JFA 全日本サッカー選手権大会二回戦　名古屋グランパス対同志社大学戦
- メニコンカップジュニアユース東西対抗戦

### その他
- 1994年：第49回国民体育大会秋季大会（わかしゃち国体）

## 施設概要

### 主な概要
- 敷地面積：26,000.00m2[1]、建築面積：3,160.35m2[1]、延床面積：6,080.84m2[1]、スタンド面積：6,080.84m2[1]
- 収容人員：15,000人（メインスタンド：6,500人、バックスタンド：5,400人、東サイドスタンド：1,600人、西サイドスタンド：1,500人）[1]。障害者席：18人。なお、ゴール裏は芝生席。
- ナイター照明設備：4基（コーナー部分に設置）
- アストロビジョン[6]
  - 1994年のわかしゃち国体の開催に向けた1990年の施設改修により、2色磁気反転型（黒とオレンジ色）の掲示板を設置していたが、老朽化が著しいため2014年に機材の入れ替えを行った。これまでは選手名表記はカタカナのみだったが、今回の改修で、漢字表記、更に映像の取り込みもできるように改善された。
- 天然芝ピッチ

### ラグビー練習場
ラグビー場の補助グラウンドとして、「パロマ瑞穂ラグビー練習場」がある。2014年11月にグラウンドを人工芝化し、試合前の練習や、地域大会、少年ラグビー（タグラグビー）レベルでの試合に使われている。フットサルにも利用可能。
- ピッチサイズ：ロングパイル人工芝2400㎡　縦60m×横40m。フットサルに使用する場合は33m×23m2面分可能[7]